# Siedlica (Masyw Śnieżnika)
Siedlica (niem. Sattel Berg, 507 m n.p.m.) – wzniesienie w południowo-zachodniej Polsce w Sudetach Wschodnich, w Masywie Śnieżnika – Krowiarkach.

## Położenie
Wzniesienie, położone w Sudetach Wschodnich, w północno-wschodniej części Masywu Śnieżnika, w grzbiecie Krowiarek odchodzącym ku północnemu wschodowi od Przełęczy Puchaczówka. Leży w grzbiecie Krowiarek ciągnącym się od Chłopka ku północnemu wschodowi, poprzez Kuźnicze Góry po Siedlicę. Na północ od niej wznosi się Dzielec.

## Budowa geologiczna
Wzniesienie zbudowane ze skał metamorficznych, głównie gnejsów, należących do metamorfiku Lądka i Śnieżnika. Na północno-wschodnim zboczu znajduje się wyrobisko nieczynnego kamieniołomu.

## Roślinność
Wzniesienie porasta las mieszany regla dolnego z łąkami polami uprawnymi poniżej.